# Christer Idering
Bo Ivar Christer Idering, född 11 maj 1944 i Stockholm, är en svensk musiker (gitarr). Han var medlem i gruppen Ola and the Janglers 1964–1965. Han var äldre bror till Gunnar Idering som spelade i The Mascots.

## Filmografi roller
- 1965 – Pang i bygget